# 阿卜杜拉·本·哈利法
爵級司令與三等勳爵士賽義德-阿卜杜拉·本·哈利法·布賽義迪（阿拉伯语：‎；1910年2月12日-1963年7月1日）為尚吉巴蘇丹國的倒數第二位蘇丹，並從1960年10月6日──其父哈利法·本·哈魯卜81歲與世長辭後──統治尚吉巴至1963年7月1日。然而他並不像其父一樣受到歡迎，並且到他死前，其雙腳皆被截肢。他最後死於糖尿病併發症。